# Инман (Јужна Каролина)
Инман (енгл. Inman) град је у америчкој савезној држави Јужна Каролина.

## Демографија
По попису из 2010. године број становника је 2.321, што је 437 (23,2%) становника више него 2000. године.
| Група             | 2000.         | 2010.         |
| Белци             | 1.298 (68,9%) | 1.573 (67,8%) |
| Афроамериканци    | 523 (27,8%)   | 566 (24,4%)   |
| Азијати           | 26 (1,4%)     | 62 (2,7%)     |
| Хиспаноамериканци | 24 (1,3%)     | 77 (3,3%)     |
| Укупно            | 1.884         | 2.321         |